# هوسابرگ
هوسابرگ (انگلیسی: Husaberg) شرکت موتورسیکلت‌سازی اتریشی است، که در سال ۱۹۸۸ تأسیس شد و هم‌اکنون زیرمجموعه‌ای از شرکت کی‌تی‌ام می‌باشد.